# جورجیا برنزان
جورجیا برنزان (انگلیسی: Giorgia Brenzan؛ زادهٔ ۲۱ اوت ۱۹۶۷) بازیکن فوتبال اهل ایتالیا است.
وی همچنین در تیم ملی فوتبال زنان ایتالیا بازی کرده‌است.